# Kabinett Katrín Jakobsdóttir II
Das Kabinett Katrín Jakobsdóttir II war vom 28. November 2021 bis zum 9. April 2024 die Regierung Islands. Als in der Zusammensetzung der Parteien unveränderte Fortführung des Kabinetts Katrín Jakobsdóttir I handelte es sich um eine Koalition aus der Links-Grünen Bewegung, der liberal-konservativen Unabhängigkeitspartei und der Fortschrittspartei, einer nordischen Agrarpartei.
Mit der Parlamentswahl vom 25. September 2021 konnte die amtierende Regierung ihre Mehrheit verteidigen. Trotz Verlusten für Katrín Jakobsdóttirs Links-Grüne Bewegung und starken Zugewinnen der Fortschrittspartei wurde auch die neugebildete Regierung wieder von Katrín Jakobsdóttir als Premierministerin geführt. Es kam dabei zu einer Umstrukturierung der Ministerien, die erst Anfang Februar 2022 abgeschlossen wurde. Verschiedene Bezeichnungen von Ministerien veränderten sich dabei gegenüber den Bekanntmachungen der Regierung vom November 2021 nochmals. Nach dem Rücktritt von Katrín Jakobsdóttir als Premierministerin, um als Kandidatin bei der Präsidentschaftswahl in Island 2024 anzutreten, wurde das Kabinett Bjarni Benediktsson (2024 I) gebildet.

## Regierungsmitglieder
| Ressort                                    | Minister                      | Zeitraum                                                 | Partei                | Anmerkung |
| ------------------------------------------ | ----------------------------- | -------------------------------------------------------- | --------------------- | --- |
| Premierminister                            | Katrín Jakobsdóttir           | seit 28. November 2021 (30. November 2017)               | Links-Grüne Bewegung  | Vorsitzende der Links-Grünen Bewegung |
| Finanzen und Wirtschaft                    | Bjarni Benediktsson           | 28. November 2021 (30. November 2017) – 10. Oktober 2023 | Unabhängigkeitspartei | Vorsitzender der Unabhängigkeitspartei |
| Finanzen und Wirtschaft                    | Þórdís Kolbrún R. Gylfadóttir | seit 14. Oktober 2023                                    |                       | |
| Infrastruktur                              | Sigurður Ingi Jóhannsson      | seit 28. November 2021                                   | Fortschrittspartei    | Zuvor seit 30. November 2017 Minister für Verkehr und Kommunen. Vorsitzender der Fortschrittspartei                                              |
| Gesundheit                                 | Willum Þór Þórsson            | seit 28. November 2021                                   | Fortschrittspartei    | |
| Justiz                                     | Jón Gunnarsson                | 28. November 2021 – 18. Juni 2023                        | Unabhängigkeitspartei | Von Januar bis November 2017 Minister für Verkehr und Kommunen                                                                                   |
| Justiz                                     | Guðrún Hafsteinsdóttir        | seit 19. Juni 2023                                       | Unabhängigkeitspartei | |
| Handel und Kultur                          | Lilja Dögg Alfreðsdóttir      | seit 28. November 2021                                   | Fortschrittspartei    | Zuvor seit 30. November 2017 Ministerin für Bildung und Kultur                                                                                   |
| Umwelt, Energie und Klima                  | Guðlaugur Þór Þórðarson       | seit 28. November 2021                                   | Unabhängigkeitspartei | Zuvor seit 11. Januar 2017 Minister für Auswärtiges                                                                                              |
| Auswärtiges                                | Þórdís Kolbrún R. Gylfadóttir | 28. November 2021 – 14. Oktober 2023                     | Unabhängigkeitspartei | Zuvor seit 11. Januar 2017 Ministerin für Tourismus, Industrie und Innovation im Ministerium für Wirtschaft und Innovation                       |
| Auswärtiges                                | Bjarni Benediktsson           | seit 14. Oktober 2023                                    | Unabhängigkeitspartei | |
| Bildungs- und Kinderbelange                | Ásmundur Einar Daðason        | seit 28. November 2021                                   | Fortschrittspartei    | Zuvor seit 30. November 2017 Minister für Soziales und Gleichberechtigung, seit 2019 für Soziales und Kinderbelange im Ministerium für Wohlfahrt |
| Hochschulbildung, Industrie und Innovation | Áslaug Arna Sigurbjörnsdóttir | seit 28. November 2021                                   | Unabhängigkeitspartei | Zuvor seit 6. November 2019 Justizministerin |
| Ernährung                                  | Svandís Svavarsdóttir         | seit 28. November 2021                                   | Links-Grüne Bewegung  | Zuvor seit 30. November 2017 Gesundheitsministerin im Ministerium für Wohlfahrt                                                                  |
| Soziales und Arbeitsmarkt                  | Guðmundur Ingi Guðbrandsson   | seit 28. November 2021                                   | Links-Grüne Bewegung  | Zuvor seit 30. November 2017 Minister für Umwelt und natürliche Ressourcen                                                                       |